# Castle Island (ö i Bermuda)
Castle Island är en ö i Bermuda (Storbritannien).   Den ligger i parishen St. George's, i den östra delen av landet, 12 km öster om huvudstaden Hamilton.